# Bololand
Bololand war eine Abkürzung, die von Mitarbeitern der American Relief Administration zur Benennung des bolschewistischen Russlands während ihres Einsatzes bei der Bekämpfung der Hungersnot unter der russischen Bevölkerung von 1921 verwendet wurde.

## Beleg
- Bertrand M. Patenaude: The Big Show in Bololand. The American Relief Expedition to Soviet Russia in the Famine of 1921, Stanford University Press, Stanford 2002, Preface